# Dingshu (köpinghuvudort i Kina, Jiangsu Sheng, lat 31,26, long 119,85)
Dingshu (kinesiska: 丁蜀, 丁蜀镇) är en köpinghuvudort i Kina. Den ligger i provinsen Jiangsu, i den östra delen av landet, omkring 130 kilometer sydost om provinshuvudstaden Nanjing. Antalet invånare är 199 246. Befolkningen består av 97 319 kvinnor och 101 927 män. Barn under 15 år utgör 11,0 %, vuxna 15-64 år 78 %, och äldre över 65 år 10,0 %.
Runt Dingshu är det tätbefolkat, med 286 invånare per kvadratkilometer. Dingshu är det största samhället i trakten. Runt Dingshu är det i huvudsak tätbebyggt.
Genomsnittlig årsnederbörd är 1 542 millimeter. Den regnigaste månaden är juli, med i genomsnitt 268 mm nederbörd, och den torraste är december, med 50 mm nederbörd.